# Clive Lewis (homme politique britannique)
Pour les articles homonymes, voir Clive Lewis et Lewis.
Clive Anthony Lewis, né le 11 septembre 1971 à Londres, est un journaliste et homme politique britannique, membre du Parti travailliste.

## Biographie
Né à Londres, il grandit dans un logement social à Northampton. Il est le premier membre de sa famille à aller à l'université, étudiant les Sciences économiques à l'université de Bradford. Il y est élu président du syndicat étudiant, puis devient vice-président de la National Union of Students (syndicat national des étudiants).
Il travaille comme reporter pour BBC News pendant une dizaine d'années, avant d'entrer en politique. Lieutenant d'infanterie dans l'Armée de réserve, il est déployé dans la province de Helmand en Afghanistan durant l'été 2009, dans le 7e bataillon d'infanterie du régiment The Rifles. Il y fait partie d'une équipe de militaires chargés de filmer les soldats britanniques au combat,.
Il est élu pour la première fois député de la circonscription de Norwich-sud à la Chambre des communes lors des élections législatives de mai 2015. Le 27 juin 2016, il est nommé ministre fantôme de la Défense dans le Cabinet fantôme de Jeremy Corbyn, le chef de l'opposition parlementaire. Il appartient à l'aile gauche du parti, opposé au New Labour centriste forgé par Tony Blair,. Il est favorable au désarmement nucléaire du Royaume-Uni.

## Résultats électoraux
| Parti politique         | Parti politique         | Nom                     | Voix   | %       | ±%   | Maj.   |
| ----------------------- | ----------------------- | ----------------------- | ------ | ------- | ---- | ------ |
|                         | Travailliste            | Clive Lewis (sortant)   | 27 766 | 53,73 % | −7,2 | 12 760 |
|                         | Conservateur            | Mike Spencer            | 15 006 | 29,04 % | −1,6 |        |
|                         | Libéraux-démocrates     | James Wright            | 4 776  | 9,24 %  | 3,7  |        |
|                         | Vert                    | Catherine Rowett        | 2 469  | 4,78 %  | 1,9  |        |
|                         | Brexit                  | Sandy Gilchrist         | 1 656  | 3,2 %   | 3,2  |        |
| Total des votes valides | Total des votes valides | Total des votes valides | 51 673 | 100 %   |      |        |
| Électeurs inscrits      | Électeurs inscrits      | Électeurs inscrits      | 77 845 |         |      |        |